# Магуайр, Майкл
Майкл Магуа́йр (англ. Michael Maguire) — шотландский снукерист.

## Карьера
Майкл Магуайр долгое время работал с известным тренером по этой игре Джимом Доннелли. В 1998—1999 годах Майкл был чемпионом Шотландии среди любителей, а в 2010 ещё раз повторил это достижение. Кроме того, в том же году Магуайр, которому уже больше 40 лет, стал чемпионом Шотландии в старшей возрастной категории. Благодаря этим достижениям он получил право играть в мэйн-туре на следующий сезон, но затем по некоторым причинам не смог войти в тур.
В 2005 Магуайр был чемпионом Европы среди ветеранов.